# Sebastián de Arévalo
Sebastián de Arévalo y Torres, O.F.M. (Nava de Coca, Segovia, 31 de octubre de 1619 - El Burgo de Osma, Soria, 20 de enero de 1704) fue un obispo franciscano español.

## Biografía
Fray Sebastián de Arévalo y Torres nació en Nava de Coca, que posteriormente cambiaría su nombre por Nava de la Asunción, en 1619. En 1623 murió su madre y en 1628 su padre. Al quedar huérfano ingresó en el convento de San Francisco de Segovia, perteneciente a la rama de los franciscanos observantes, donde estudió latín y otras materias. En 1634 vistió el hábito franciscano. Los superiores, teniendo en cuenta sus dotes intelectuales, lo enviaron a completar estudios a la Universidad de Alcalá. En 1647, superadas las pruebas que se requerían, ingresó en su Colegio de San Pedro y San Pablo, fundado por el Cardenal Cisneros. Desde finales de 1648 estuvo dedicado a la docencia en los conventos de su Provincia de la Concepción: Ávila, Segovia, Valladolid, etc. Entre los suyos desempañó varios cargos y, además, fue calificador del Santo Oficio y de la Suprema y General Inquisición, confesor y predicador real.
Siendo confesor de las Descalzas Reales de Madrid, Clemente X, el 16 de mayo de 1672, lo nombró obispo de Mondoñedo. El acontecimiento más relevante de su gobierno fue el sínodo celebrado en mayo de 1679.
El 20 de abril de 1682 fue trasladado a la diócesis de Osma. En esta diócesis desarrolló una intensa labor pastoral, en la que destacaron de modo especial las innumerables limosnas y obras benéficas en las que invirtió todas sus rentas, hasta quedar en pobreza total. Entre éstas sobresale el hospital de San Agustín de El Burgo de Osma, costeado totalmente por él y la fuente herreriana conocida «Caño del Obispo» en Nava de la Asunción, su pueblo natal. Murió en la sede de su obispado, El Burgo de Osma, el 20 de enero de 1704.